# ピエトロ2世 (シチリア王)
ピエトロ2世（Pietro II di Sicilia, 1305年7月 - 1342年8月15日）は、トリナクリア王（在位：1321年 - ）、シチリア王（在位：1337年 - 1342年）。アラゴン家（バルセロナ家）に属するため、スペイン風にペドロ2世（Pedro II）と呼ばれることもある。フェデリーコ2世とナポリ王カルロ2世の娘エレオノーラの息子。

## 生涯
1321年に、父からトリナクリアの王位を委ねられた。実際にピエトロがシチリアを完全に統治下においたのは、父が死んだ1337年以後のことであった。
ヴェンティミリア家、パリッツィ家、キアラモンティ家、アンティオキア家などの勢力が知られている貴族と王家との強い対立は、ピエトロ2世の王国の特徴だった。いくつかの状況において、ピエトロ2世はこれらの家に立ち向かうことができず、大きな権力や国有地を彼等に譲ることを余儀なくされた。
ピエトロ2世は1342年8月15日に王国を長男のルドヴィーコに遺し、カラシベッタにて急死した。在位はわずか5年であった。そしてパレルモの大聖堂にある先祖フェデリーコ1世（神聖ローマ皇帝フリードリヒ2世）の棺に埋葬された。

## 子女
1323年4月23日、ケルンテン公オットー3世の娘エリーザベト（エリザベッタ・ディ・カリンツィア、Elisabetta di Carinzia）と結婚、9人の子を儲けた。
1. コスタンツァ（Costanza, 1324年 - 1355年） - 1352年から1354年まで摂政。
2. レオノーラ（Leonora, 1325年 - 1375年） - アラゴン王ペドロ4世と結婚し、マルティーノ2世の母となる。
3. ベアトリーチェ（Beatrice, 1326年 - 1365年） - プファルツ選帝侯ループレヒト2世と結婚し、ローマ王ループレヒトの母となる。
4. エウフェミア（Eufemia, 1330年 - 1359年） - 1355年から1357年まで摂政。
5. ヴィオランテ（Violante, 1334年 - ?） - 夭折
6. ルドヴィーコ（Ludovico, 1337年 - 1355年） - トリナクリア王
7. ジョヴァンニ（Giovanni, 1340年 - 1353年）
8. フェデリーコ3世（Federico, 1342年 - 1377年） - トリナクリア王
9. ビアンカ（Bianca, 1342年 - 1373年） - アンプリアス伯フアン1世と結婚。